# Drut Kirschnera

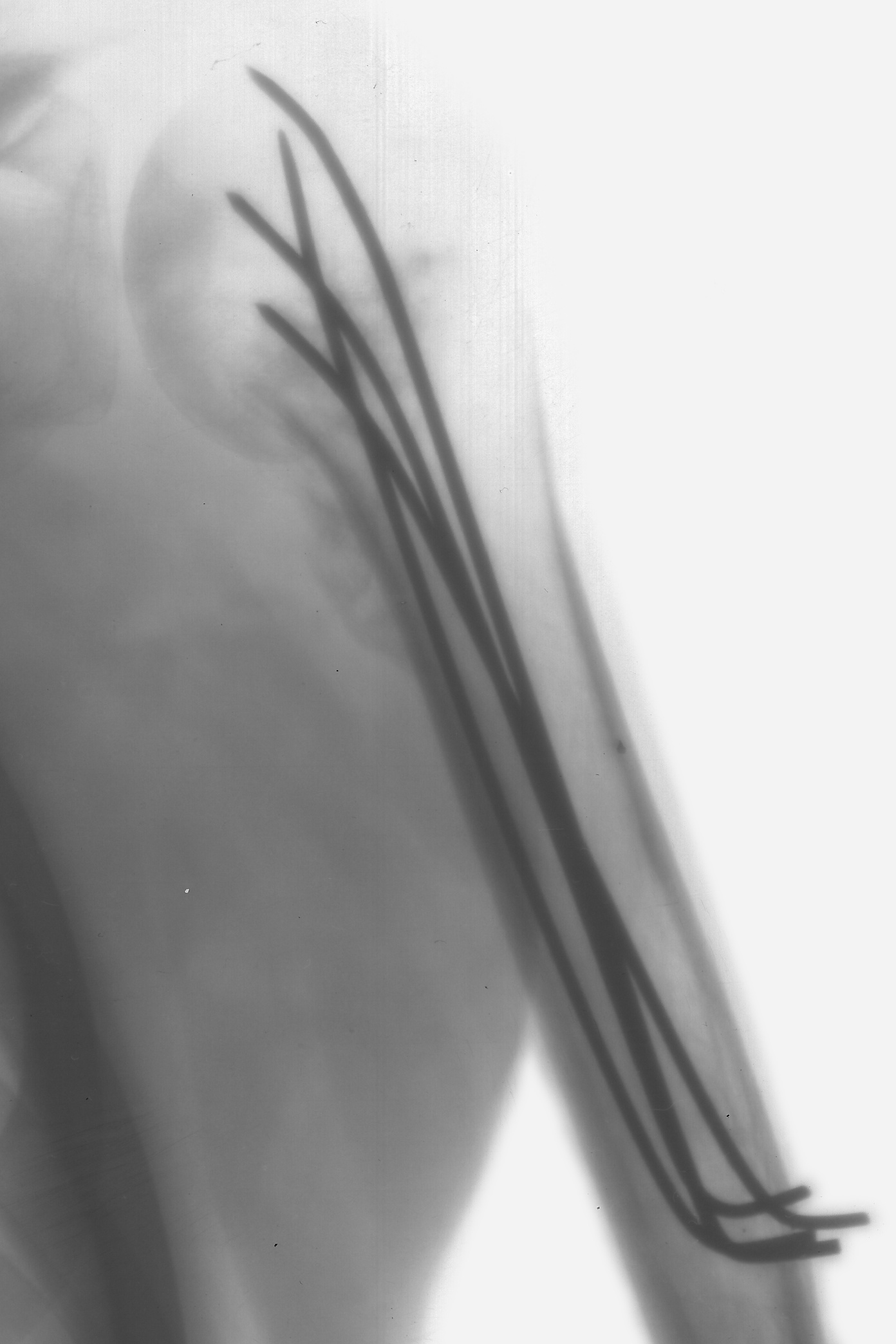
Radiogram złamanej kości ramiennej z zamocowanymi drutami Kirschnera

Drut Kirschnera (ang. Kirschner wire, K wire, K pin) – cienki i sztywny drut używany do stabilizacji odłamów kostnych. Mogą być one mocowane w kości przezskórnie, co niekiedy pozwala uniknąć bardziej inwazyjnych zabiegów. Niekiedy stosuje się je jako samodzielne wewnętrzne stabilizatory, innym zaś razem jako element bardziej skomplikowanych stabilizatorów np. aparatu Ilizarowa. Stosowany także przy wyciągu bezpośrednim.
Do użytku w medycynie wprowadził go w 1909 niemiecki chirurg Martin Kirschner.

## Powikłania
Ewentualne powikłania mogą być związane z migracją, skrzywieniem, pęknięciem drutów lub infekcją.